# Pomocnicza Morska Służba Kobiet
Pomocnicza Morska Służba Kobiet (PMSK, Wrenki), ang. Women's Naval Auxiliary Service – polska pomocnicza formacja wojskowa działająca podczas II wojny światowej.
Po zawarciu Układu Sikorski-Majski i amnestii dla obywateli polskich w ZSRR rozpoczęto tworzenie Polskich Sił Zbrojnych w ZSRR. Wtedy to, w obliczu dużego napływu polskich kobiet z inicjatywy gen. Władysława Andersa we wrześniu 1941 r. utworzono Pomocniczą Służbę Kobiet, do której zaciąg rozpoczął się już w sierpniu. Służba kobiet w Polskich Siłach Zbrojnych była możliwa dzięki uchwalonej przed wojną Ustawie z dnia 9 kwietnia 1938 o powszechnym obowiązku obronnym (Dz.U. z 1938 r. nr 25, poz. 220). Formacja ta nie była podzielona tak jak Polskie Siły Zbrojne na wojska lądowe, marynarkę i lotnictwo. Dopiero 1942 r. pojawiła się propozycja wyodrębnienia z PSK służby lotniczej i morskiej.
PMSK powołano rozkazem Naczelnego Wodza gen. broni Władysława Sikorskiego z dnia 27 stycznia 1943 r. Stopnie wojskowe ochotniczek określono w rozkazie Kierownictwa Marynarki Wojennej (KMW) z dnia 8 stycznia 1945 r. (Dziennik Zarządzeń Szefa KMW: L. ew. 38/50, tajny, nr 1). Zadaniem PMSK było wsparcie Marynarki Wojennej poprzez przejęcie części obowiązków niezwiązanych bezpośrednio z czynnej walce i służbą na jednostkach pływających. Ochotniczki PMSK pełniły funkcje: sekretarek, kancelistek, oficerów zaopatrzeniowych, oficerów sztabowych, mechaników, w służbie transportowej, itp. Początkowo Komenda PMSK podlegała bezpośrednio Komendzie Głównej Pomocniczej Wojskowej Służby Kobiet Polskich Sił Zbrojnych. Pierwszą komendantką PMSK została jedna z organizatorek tej służby por. Ewa Miszewska (w stopniu II oficera, po wojnie awansowana do stopnia młodszej inspektorki/komandora podporucznika). Referentką w Komendzie PMSK została por. Maria Pachocińska. 11 lipca 1944 r. PMSK została wydzielona z podległości KG PWSK i podporządkowana KMW. Ochotniczki były szkolone w Centralnym Obozie PMSK w Woodford Green, którego komendantką była kpt. Halina Chwalibóg. PMSK nie rozwinęła swojej działalności tak jak Pomocnicza Lotnicza Służba Kobiet czy Pomocnicza Wojskowa Służba Kobiet, osiągając stan liczebny pod koniec wojny ok. 200 ochotniczek. Docelowo służba ta miała się w pełni zorganizować i rozwinąć po powrocie do kraju, co nigdy nie nastąpiło. PMSK została rozwiązana razem z całymi Polskie Siły Zbrojne w 1946 r.

## Stopnie wojskowe ochotniczek PMSK i ich odpowiedniki
| Stopień PMSK        | Skrót      | Stopień MW             | Skrót      |
| ------------------- | ---------- | ---------------------- | ---------- |
| starsza inspektorka | st. insp.  | komandor               | kmdr       |
| inspektorka         | insp.      | komandor porucznik     | kmdr por.  |
| młodsza inspektorka | mł. insp.  | komandor podporucznik  | kmdr ppor. |
| I oficer            | I of.      | kapitan marynarki      | kpt. mar.  |
| II oficer           | II of.     | porucznik marynarki    | por. mar.  |
| III oficer          | III of.    | podporucznik marynarki | ppor. mar. |
| starszy podoficer   | st. podof. | starszy bosman         | st. bsm    |
| podoficer           | podof.     | bosmanmat              | bsmt       |
| starszy marynarz    | st. mar.   | starszy marynarz       | st. mar.   |
| marynarz            | mar.       | marynarz               | mar.       |